# Sistemática serológica
La Sistemática serológica es la disciplina dentro de la Biología Sistemática que se vale de los métodos serológicos para la determinación de parentescos entre taxones de organismos.
La sistemática serológica se desarrolló en los principios de 1900, luego del descubrimiento de las reacciones serológicas y el advenimiento de la disciplina de la inmunología (Fairbrothers et al. 1975, Fairbrothers 1983). 
El método consiste en extraer las proteínas de una especie en particular, y utilizarlas como antígenos inyectándolas en conejos para que produzcan anticuerpos. Luego se extraen los anticuerpos de los conejos y se mezclan con proteínas provenientes de otras especies en experimentos de reacción  antígeno-anticuerpo. Cuando la reacción es fuerte, las proteínas de la segunda especie son muy similares a las proteínas de la primera especie, por lo que se deduce que las especies están altamente emparentadas. Cuando la reacción es débil, las proteínas de la segunda especie son poco similares a las de la primera especie, por lo que se deduce que las especies están lejanamente emparentadas. 
Este método fue muy utilizado en Sistemática de plantas. En este caso, las proteínas utilizadas como antígenos pueden ser desde extractos crudos de semillas o granos de polen, hasta extractos de una sola proteína pura extraídos con métodos más elaborados.
Como ejemplo de las relaciones filogenéticas esclarecidas por este método, se puede citar en plantas, la ubicación de Hydrastis en las ranunculáceas (y no las berberidáceas), la ubicación de Mahonia dentro de Berberis (Berberidaceae), la existencia de un parentesco cercano entre Typha y Sparganium (Typhaceae), y la remoción de Nelumbo (Nelumbonaceae) de las ninfáceas (Fairbrothers et al. 1975, Fairbrothers 1983).

### General
- Judd, W. S. Campbell, C. S. Kellogg, E. A. Stevens, P.F. Donoghue, M. J. 2002. Plant systematics: a phylogenetic approach, Second Edition.Sinauer Axxoc, USA.

- Datos: Q6130024